# Бартельс, Фин
Фин Бартельс (нем. Fin Bartels; род. 7 февраля 1987, Киль) — немецкий футболист, полузащитник. Внук гандбольного тренера Курта Бартельса.

## Клубная карьера
В 2002 году Бартельс поступил в юношескую школу кильского «Хольштайна». В 2005 году был переведён во взрослую команду, за которую дебютировал 25 ноября 2005 года в северной Регионаллиге. Во второй половине сезона он закрепился в основном составе и в сумме сыграл в нём 16 матчей. В сезоне 2006/07 вместе с «Хольштайном» он вылетел в Оберлигу, заняв 15 место в турнирной таблице.
По этой причине Бартельс сменил клуб на «Ганзу», пришедшую в Бундеслигу, которая, однако, в сезоне 2007/08 под руководством Франка Пагельсдорфа также покинула свой дивизион. Дебют же Фина в высшей лиге немецкого футбола состоялся 6 октября против «Вольфсбурга». Первый матч в кубке Германии Бартельс сыграл 29 января 2008 года, а уже 1 марта того же года забил свой первый гол (ударом через себя в падении) в Бундеслиге в ворота «Арминии».
После вылета «Ганзы» в третью лигу Фин оказался снова в Бундеслиге в составе «Санкт-Паули». Дебютировал за новый клуб он в матче против «Фрайбурга» 29 января 2010 года, выйдя на замену на 68 минуте и отметился голом в дополнительное время. Но в этом сезоне его команда вновь вылетела, таким образом, клуб в котором играл Бартельс, понижался в классе четвёртый раз за пять лет. В сезоне 2011/12 второй Бундеслиге вместе с лидерами команды Максом Крузе и Флорианом Брунсом он помог «Санкт-Паули» занять четвёртое место, уступив право сыграть в стыковых матчах дюссельдорфской «Фортуне» лишь по разнице забитых и пропущенных мячей. Позже Бартельс называл Крузе лучшим товарищем по команде с кем ему приходилось играть.
30 января 2014 года было объявлено о том, что Фин перейдёт в «Вердер» по истечении контракта.

## Карьера в сборной
Единственный раз вышел на поле за молодёжную сборную Германии 28 мая 2008 года в товарищеской игре против Дании. На 61-й минуте этого матча Бартельса заменил Барыш Озбек.

## Личная жизнь
Женат, отец двоих дочерей Лины и Милы.